# Ösper
Die Ösper ist ein etwa 15 Kilometer langer, linksseitiger Zufluss der Weser an der nördlichen Grenze Nordrhein-Westfalens im Kreis Minden-Lübbecke.
Ihr Einzugsgebiet liegt im Norddeutschen Tiefland. Wie die meisten Fließgewässer im Flachland wurde auch die Ösper begradigt und zu einem naturfernen Gewässer ausgebaut.

## Verlauf
Die Ösper entspringt in der Gemeinde Hille im Ortsteil Nordhemmern und fließt mit einem nordöstlich gerichteten Lauf bei Holzhausen II in das Stadtgebiet von Petershagen, wo sie zunächst die Ortsteile Friedewalde, Südfelde und Meßlingen durchquert. In Maaslingen wendet sie sich dann nach Osten zur Weserniederung. Der Abschnitt zwischen Eldagsen und der Petershagener Kernstadt ist durch eine steilwandige Talstrecke gekennzeichnet, in der der Bach vor seiner Begradigung mit zahlreichen Mäandern verlief. In der Kernstadt Petershagen mündet die Ösper schließlich im ehemaligen Hafen in die Weser.

## Geologie
Aufgrund seiner Lage im Norddeutschen Tiefland wird das etwa 73 km² große Einzugsgebiet der Ösper überwiegend durch sandige und kiesige Ablagerungen der Eiszeit geprägt, teilweise auch durch Tone der Kreidezeit, die an einigen Stellen in den oberflächennahen Schichten vorkommen.
Die von der EG-Wasserrahmenrichtlinie (WRRL) verwendete Klassifizierung der Fließgewässer nach Ökoregionen sowie innerhalb der Regionen nach der Geologie im Einzugsgebiet ordnet die Ösper dem Sandgeprägten Tieflandbach (Petershagen bis Friedewalde) und dem Organisch geprägten Tieflandbach (Friedewalde bis Nordhemmern) zu. Je nach kleinräumig vorhandenem Substrat ergeben sich aber unterschiedliche Ausprägungen. 

## Zuflüsse
Die Ösper besitzt 10 rechtsseitige Zuflüsse, darunter Rhien (7,7 km), Südfelder Bach (3,5 km) und Tappenauer Bach (2,3 km) sowie 12 linksseitige Zuflüsse, darunter Sumpfmoorgraben (4,0 km), Meßlinger-Bruchgraben (1,8 km), Striethorngraben (2,2 km) und Teichgraben (1,7 km).

## Eingriffe in den Lebensraum
In der Vergangenheit wurden zur Verbesserung der landwirtschaftlichen Nutzung die natürlichen Strukturen der Ösper verändert. Historische Karten belegen, dass das Fließgewässer zu Beginn des 20. Jahrhunderts bis auf die größeren Mäander im Unterlauf zwischen Eldagsen und Petershagen begradigt worden ist. Die Laufverlegung sowie Maßnahmen zur Entwässerung der Große Aue verbesserten bzw. ermöglichten eine Weide- und Wiesenbewirtschaftung in den Niederungen. Als artenreiche Feuchtwiese war das Grünland noch in den 1950er Jahren im Öspereinzugsgebiet verbreitet.
Eine vollständige Begradigung der Ösper mit trapezförmigem Ausbau des Bachbettes, Befestigung der Ufer mit Steinwurfschüttung und Errichtung von Sohlabstürzen erfolgte um 1970. Das Abführen der gesamten Wassermengen bei Hochwasser war die Voraussetzung für die Ackernutzung im Öspertal. 
Dieser massive Eingriff in die morphologischen Strukturen des Fließgewässers beeinträchtigte bzw. zerstörte den Lebensraum der gewässer- und auetypischen Tiere und Pflanzen.
Insbesondere der bis 2014 bestehende rund 3 m hohe Sohlabsturz im ehemaligen Hafen stellte für Wassertiere ein Hindernis dar, das nur bei Hochwasser überwindbar war.
Die Bewertung der Gewässerstrukturgüte in der Bestandsaufnahme 2009 sowie 2013 der EG-WRRL ergibt, dass die Ösper in der Gesamtbewertung zu den sehr stark und zum Teil auch vollständig veränderten Fließgewässern zählt (Zustandsklasse VI bzw. VII der siebenstufigen Skala).
Die schlechte Strukturgüte wirkt sich folglich auf die Fließgewässer-Lebensgemeinschaften aus. Die Ösper erreicht nach dem Gewässermonitoring 2009–2011 nicht den von der WRRL geforderten „guten ökologischen Zustand“, bei dessen Beurteilung vor allem die vorgefundenen Lebensgemeinschaften Makrozoobenthos, Fische und Gewässerflora herangezogen werden. Danach befindet sie sich in einem schlechten bzw. unbefriedigenden ökologischen Zustand.
Eine große Belastung für die Ösper stellte bis 2008 die Einleitung der behandelten Sickerwässer der Kreisabfalldeponie Pohlsche Heide dar. Sie werden nun direkt in die Weser abgeführt.

## Renaturierung
Ein 1,2 km langer Ösperabschnitt in Petershagen-Kernstadt wurde 2014 ökologisch verbessert. Dadurch soll für diesen Bereich der von der EG-WRRL geforderte „gute ökologische Zustand“ erzielt werden. Folgende Maßnahmen wurden durchgeführt:
- Herstellung der Durchgängigkeit durch Entfernen der 3 Sohlabstürze und Bau einer 90 m langen Sohlgleite im Hafen, um Fischen und Kleinlebewesen eine Aufwärtswanderung zu ermöglichen
- Entnahme der Uferbefestigung (Steinschüttung) an dafür geeigneten Abschnitten, um eine eigendynamische Entwicklung in Form von Erosions- und Sedimentationsprozessen wieder zuzulassen.
- Anlage von zwei Ersatzauen mit Initialgerinnen und Altarmen. Dort soll das Gewässer sich selbst seinen Weg suchen.
- Einbringen von Totholz, das zu einer vielgestaltigen Gewässersohle beiträgt und z. B. die Entstehung von Kolken fördert.
- Pflanzung von Ufergehölzen
- Umgestaltung der Unterführung der L 770

## Geschichte

### Ösper als Festungsgraben
Im 14. Jahrhundert wurde am Weserufer nahe dem Ösperzufluss eine Burg errichtet, das heutige Schloss Petershagen. Die Schutzfunktion für Burg und neu entstandene Siedlung übernahm von zwei Seiten die zum Festungsgraben ausgebaute Ösper. Das Gewässer musste zuvor extra verlegt werden. Noch in den 1960er Jahren floss es in einem bogenförmigen, etwa 900 m langen befestigten Graben durch den Ort und mündete unterhalb des Schlosses in die Weser. Der ursprüngliche Lauf der Ösper ist nicht mehr festzustellen, da der Festungsgraben vielfach verändert wurde.
Um 1970 wurde das Fließgewässer aus dem Ortskern herausgenommen. Die Ösper fließt seitdem am nördlichen Ortsrand zum ehemaligen Hafen, der sich weserabwärts nahe der bisherigen Öspermündung befindet. Die Verlegung erfolgte im Zusammenhang mit dem Ausbau der Ösper. Der historische Schutzgraben wurde teilweise zugeschüttet, zum Teil ist er aber noch als Relikt erhalten geblieben. Vorhanden ist noch der alte Mündungsabschnitt mit seinen Kopfweiden am Ufer, der als Kulturlandschaftselement dort die Landschaft bereichert.

### Wassermühle
Über mehrere Jahrhunderte existierte am Unterlauf der Ösper eine Wassermühle. Die Mühle wurde abgerissen, auch die Teiche sind verschwunden. An der Stelle befindet sich heute der Damm der Landesstraße 770, der zur Weserbrücke führt.